# 別所町高木
別所町高木（べっしょちょうたかぎ）は、兵庫県三木市にある大字。字区域としては別所町高木1丁目から同3丁目と丁目の付かない別所町高木がある。郵便番号は673-0435。

## 地理

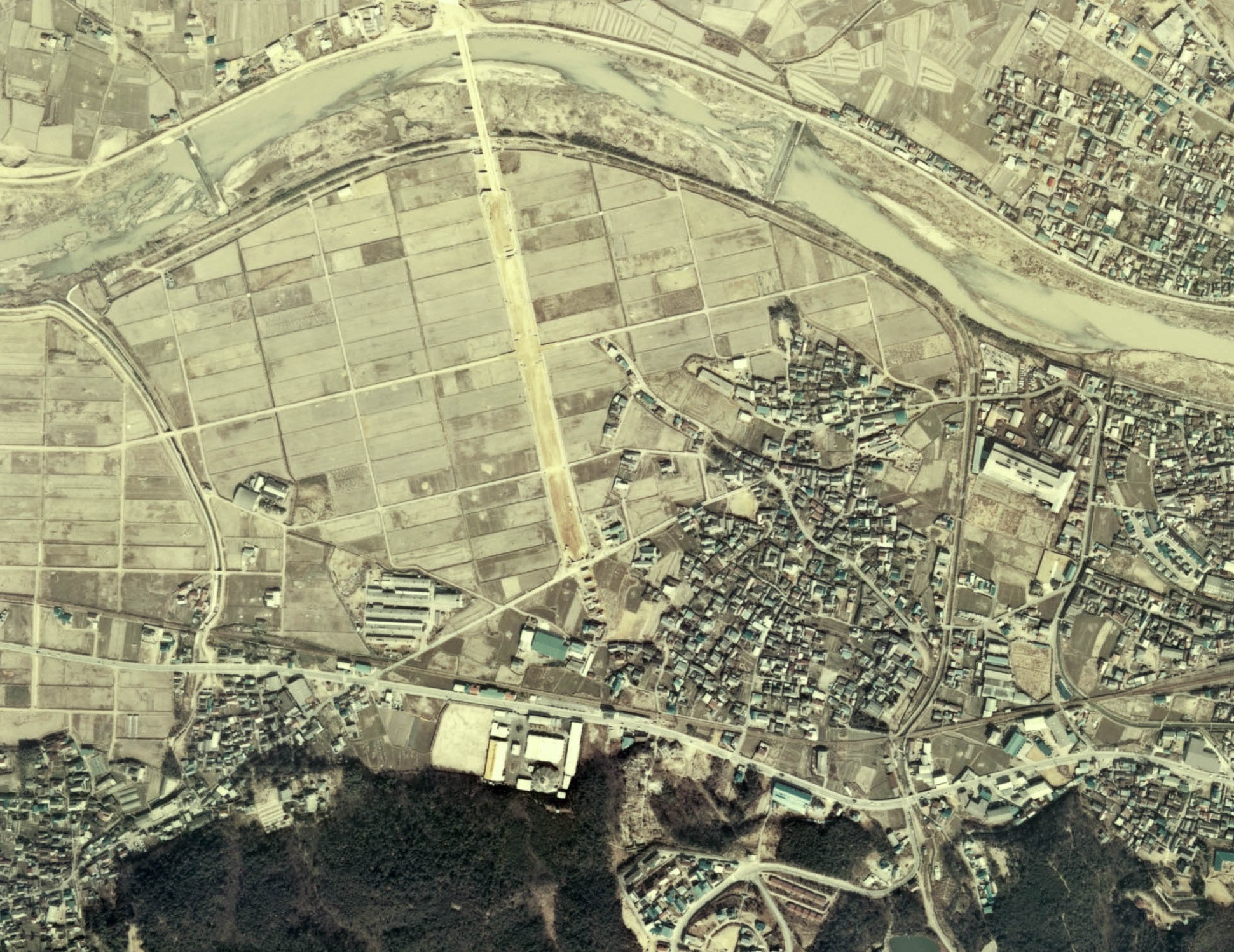
1974年度の別所町高木の街並み

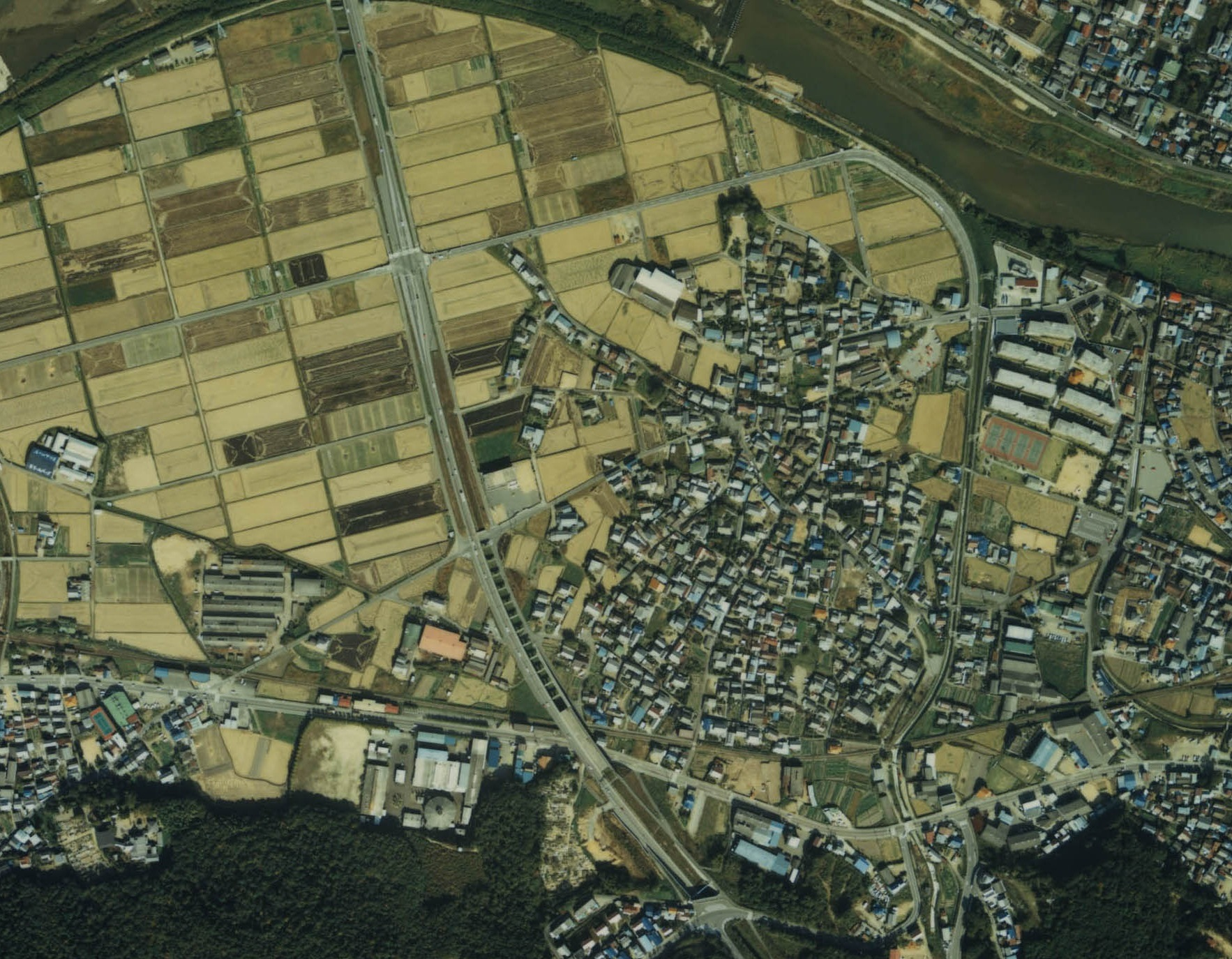
1985年度の別所町高木の街並み

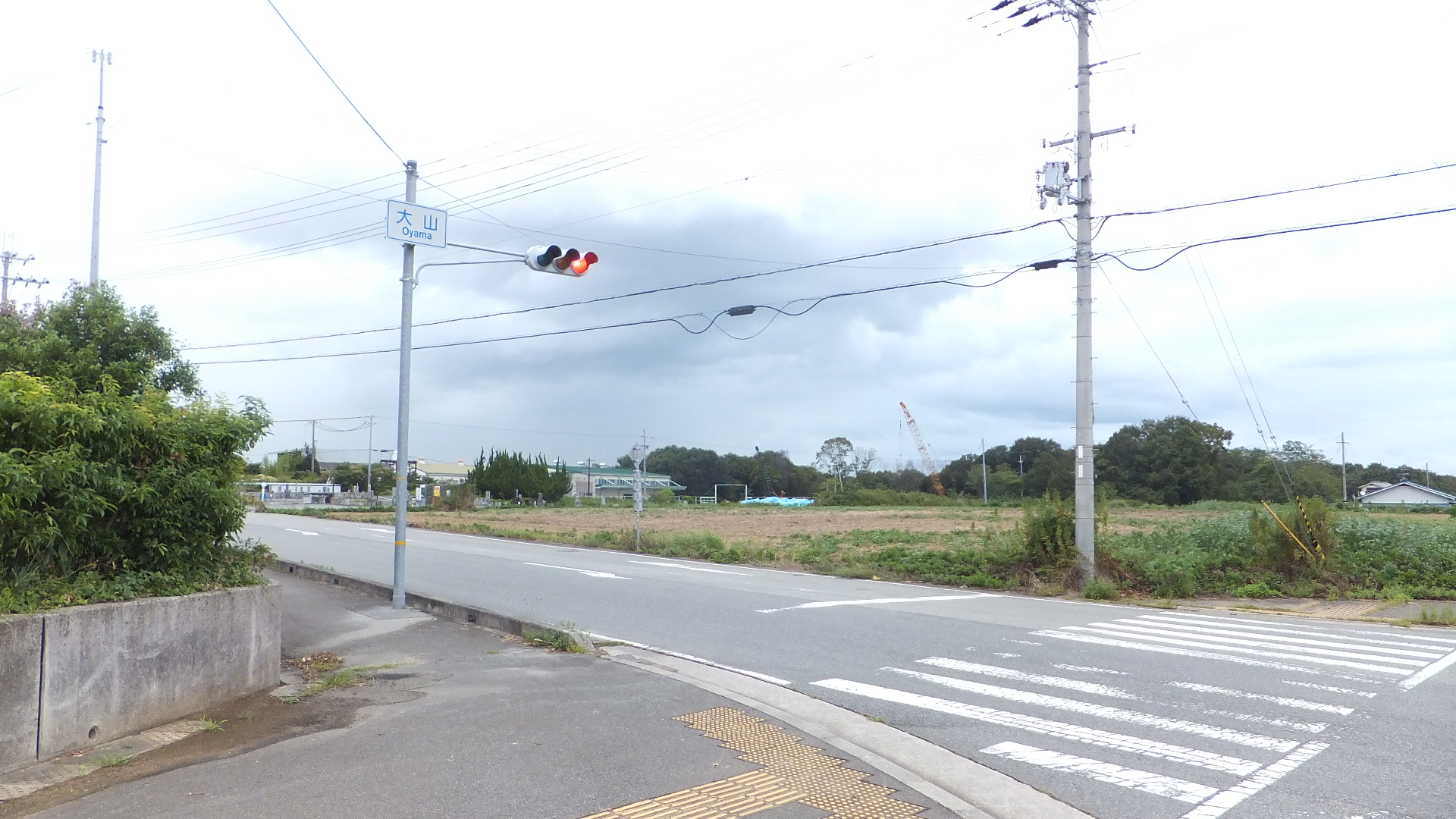
別所町高木字大山の街並み

- 別所地区の東側の美嚢川左岸の丘陵地と沖積平野に位置し、住宅地と農地が混在する地域である。由来は「高い木のある所」から取られ、大歳神社が立地し、その神社の周辺に集落を形成し、祭ることから神聖な場所とされた。現在は国道175号（三木バイパス）・兵庫県道20号加古川三田線の東側に集落と農地が広がっている。[4]東側は福井、末広、大村・西側は別所町東這田、別所町巴・南側は別所町興治・北側は別所町近藤と接し、間に別所町朝日ケ丘が挟まっている。

### 河川
- 宿谷川[4]
- 八幡谷川[4]
- 長治川[4]

## 歴史

### 成立から町村制施行まで
古くは地内の東側は高木町と呼ばれており、三木町の地方町の一町であった。西側は高木村と呼ばれていた。
- 1617年（元和3年） - 高木村の内の三木町人の出作地が分離して、独立する。[5]明石藩領となる。[6]
- 1703年（元禄16年） - 5000石余の大身旗本一柳直増が伊予国から知行地を移され、高木陣屋（豊城根神社周辺一帯）を築く[7]。幕末まで旗本一柳家領となる。

### 町村制施行以降
- 1954年（昭和29年）6月1日 - 三木市を新設し、三木市別所町高木になる。[8]

### 字域の変遷
| 実施前           | 実施年       | 実施後           |
| ---------------- | ------------ | ---------------- |
| 美嚢郡別所村高木 | 1954年6月1日 | 三木市別所町高木 |

## 世帯数と人口
2022年（令和4年）7月31日現在の世帯数と人口は以下の通りである。
| 町丁             | 世帯数  | 人口    |
| ---------------- | ------- | ------- |
| 別所町高木       | 698世帯 | 1,491人 |
| 別所町高木一丁目 | 0世帯   | 0人     |
| 別所町高木二丁目 | 2世帯   | 3人     |
|                  | 700世帯 | 1,494人 |

## 小・中学校の学区
市立小・中学校に通う場合、学区は以下の通りとなる。
| 番地     | 小学校             | 中学校             |
| -------- | ------------------ | ------------------ |
| 小字大山 | 三木市立三樹小学校 | 三木市立三木中学校 |
| 上記以外 | 三木市立別所小学校 | 三木市立別所中学校 |

## 施設
- 三木ホースランドパーク
- メッセみき
- 三木変電所
- 大歳神社
- 朝日神社
- 豊城根神社
- 日本通運三木営業所
- マックスバリュ別所店
- 兵庫県営三木高木団地
- 三木市営朝日ケ丘中団地13号棟[10]
- 三木市営朝日ケ丘中団地14号棟[10]

### 公園
| 場所     | 名称     | 画像 | 面積（ha） | 計画決定      | 事業認可      |
| -------- | -------- | ---- | ---------- | ------------- | ------------- |
| 小字前田 | 高木公園 |      | 0.73       | 1980年2月22日 | 1980年3月11日 |

## 交通

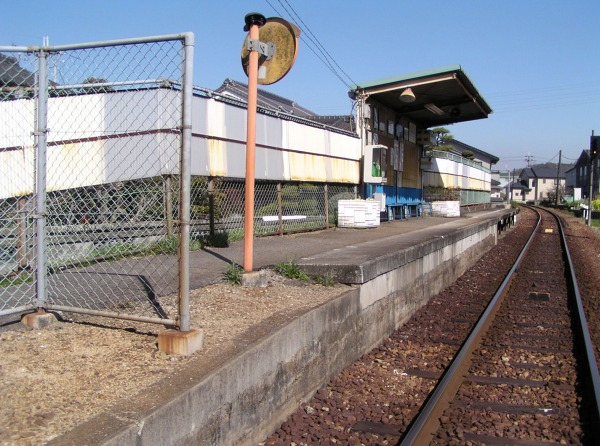
在りし日の高木駅

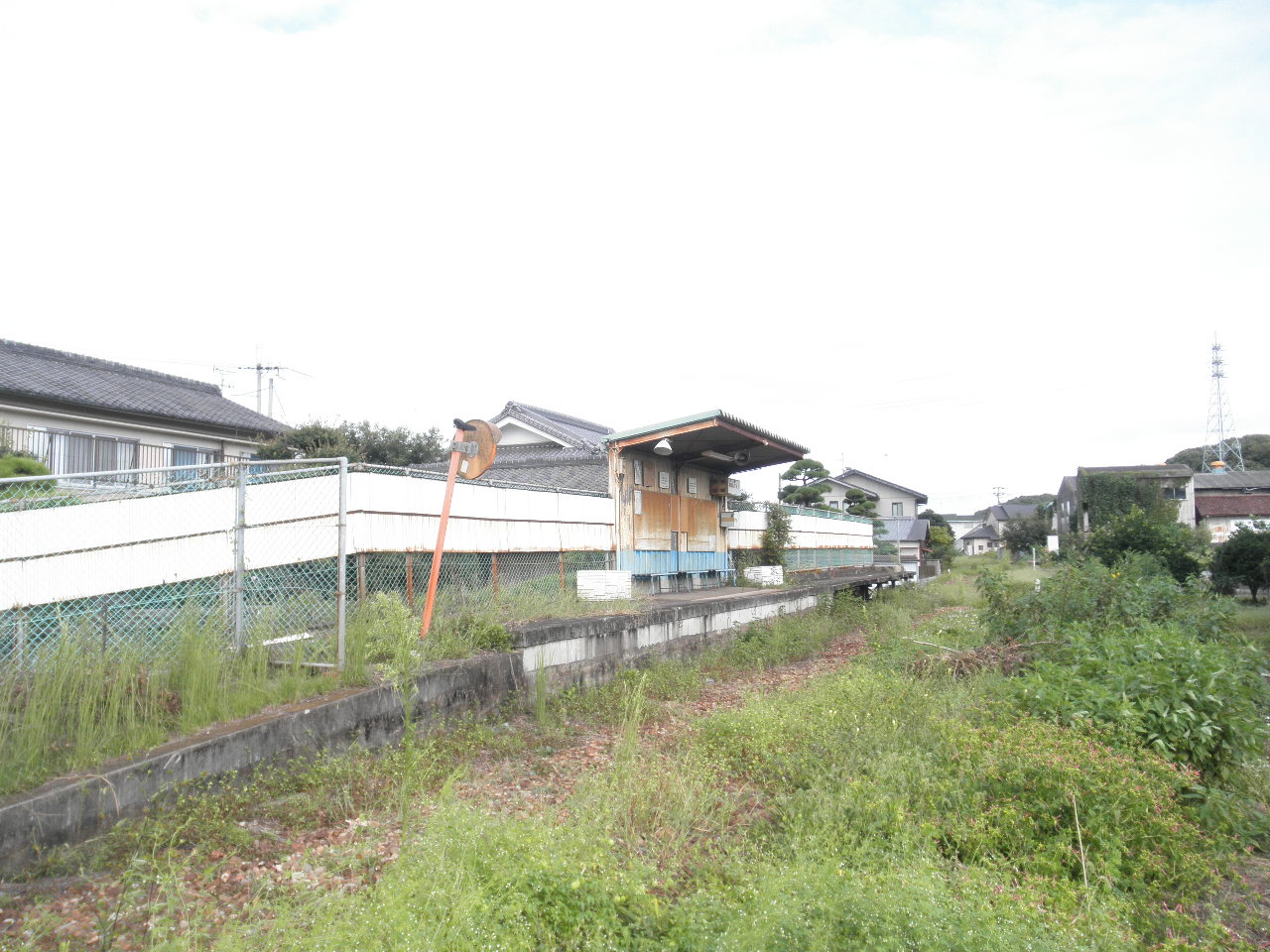
廃線から3年後の高木駅

### 鉄道
地内には鉄道は走っていないが、2008年4月1日まで三木鉄道三木線高木駅があった。

### バス
- 神姫バス
- みっきぃバス

### 道路
- 国道175号三木バイパス（国道427号と重複している。）
  - 高木インターチェンジ
- 兵庫県道20号加古川三田線
- 兵庫県道23号三木宍粟線
  - 高木末広バイパス（建設中）

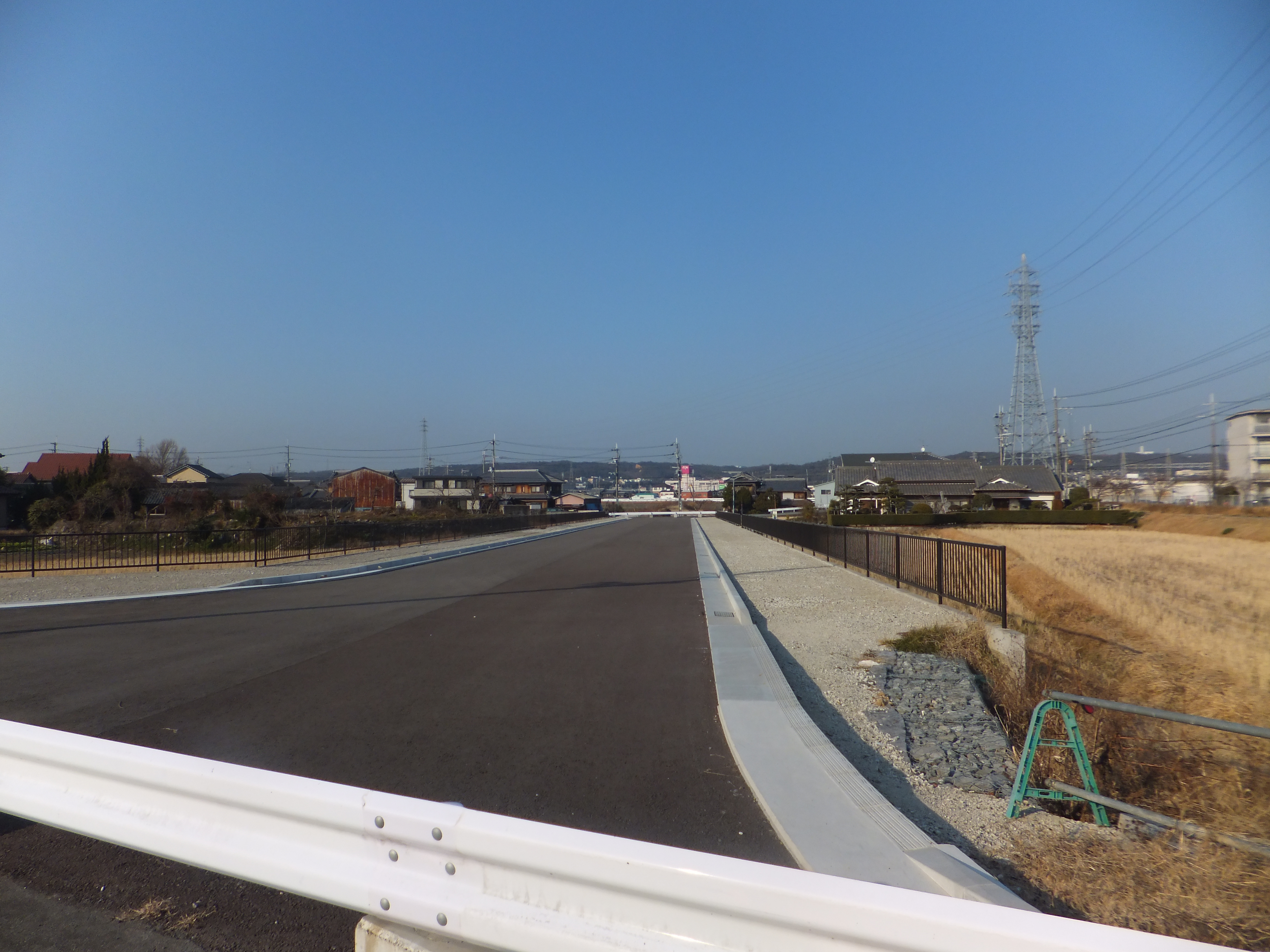
兵庫県道23号三木宍粟線高木末広バイパス（建設中）